# Николай Дюлгеров (общественик)
Вижте пояснителната страница за други личности с името Николай Дюлгеров.
Николай Вельов Дюлгеров, с псевдоним Бате Ники, е съосновател на „Анонимни алкохолици“ – България (1989 г.). Внук е на участника в Априлското въстание Рашко Дюлгеров.

## Клуб на анонимните алкохолици
През 1988 г. доцент Соня Тотева, която работи в психодиспансера на Четвърти километър, а по-късно е директор на Суходолската клиника организира екскурзия и летуване в Родопите с около 20 човека с алкохолна зависимост. По време на почивка между преходите в планината се повдига въпрос за съществуването на клубове на анонимните алкохолици в други страни и на 5 декември 1989 г. създават „Клуб на анонимните алкохолици“ в България.
В клуба членуват всякакви хора. Има лекари, инженери, учители, техници, артисти, художници, спортисти и интелектуалци. Тези от тях, които твърдо са решили да се откажат от употребата на алкохол, се събират през 2008 г. всеки четвъртък от 18 часа в едно помещение на бл. 73 в столичния кватрал „Слатина“.

## Борба със зависимостта
Преди да започне да пие предимно „твърд“ алкохол, Дюлгеров играе футбол в „Левски“.
Осъзнава се когато първо получава звуков делириум – камбанен звън или блеене на овце. Когато пристъпите зачестяват и стават ужасни, неколкократно постъпва на лечение, за да получи помощ в борбата. С него са жена му, родителите, дори и внукът му Николай, който също е футболист. Дюлгеров, след като преустановява употребата на алкохол, се превръща в активен деятел на движението на клуба на анонимните алкохолици и участник в медийните кампании, провеждани в подкрепа на утвърждаването му.